# Chapelle Saint-Jean-Baptiste de Monaco
Pour les articles homonymes, voir chapelle Saint-Jean-Baptiste.
La chapelle Saint Jean-Baptiste (monégasque : capela de San Giuane Batista), dite Chapelle palatine (monégasque : Capela palatina), est la chapelle du palais princier de Monaco.

## Histoire
La chapelle est construite sous le règne du prince de Monaco Honoré II Grimaldi pour remplacer un ancien oratoire. Elle est consacrée le 15 octobre 1656 par l’évêque de Nice.
La chapelle est restaurée et embellie de fresques. Les fresques en façade sont des œuvres de Jacob Froschle et Deschler d’Augsbourg et celle à l’intérieur du peintre céramiste Ernesto Sprega de Rome.
Un vitrail de Nicolas Lorin, maître-verrier de Chartres, rappelle la comparution de sainte Dévote devant ses juges.
À l’intérieur on peut admirer de nombreuses œuvres peintures et sculptures, en particulier une toile d’une colombe la palme du martyre et la couronne de gloire[pas clair], une statue de la Vierge à l'Enfant surmontant le maître-autel et une croix en argent achetée aux Pénitents Blancs de Lodève, œuvre du maître-orfèvre montpelliérain Xavier-Louis Dartis (1810) .